# Футгольф

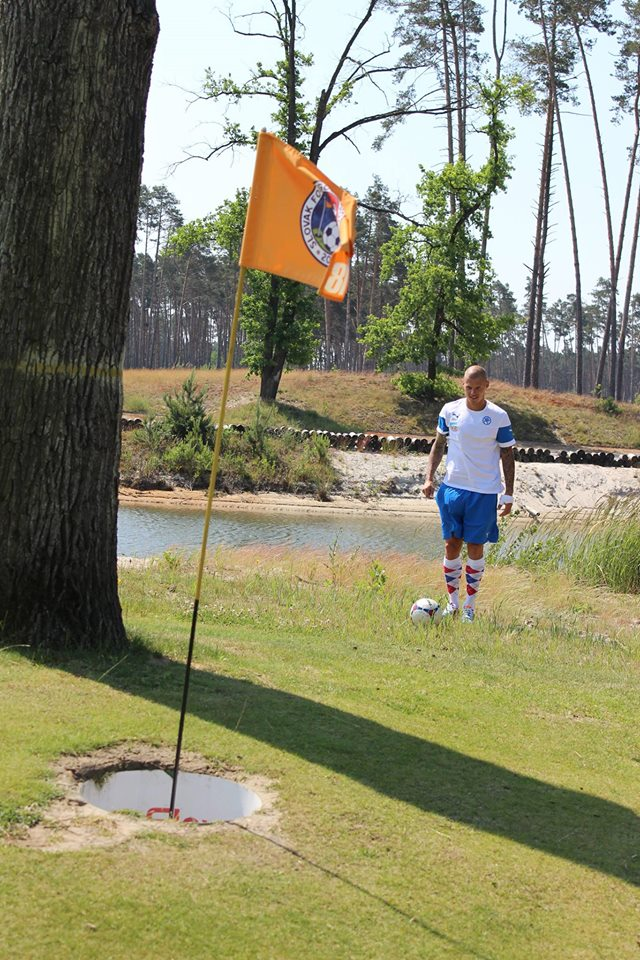

Футгольф — спорт, в якому гравці поштовхами ноги мають забити футбольний м'яч в лунку за найменшу кількість ударів.
Назва гри походить від англ. футбол та гольф, і поєднує в собі два види спорту, при чому гра тісніше пов'язана з гольфом.

## Правила
По суті гра схожа на гольф, але використовується футбольний м'яч, замість гольфового та замість звичайної гольфової лунки м'яч забивають в спеціальні лунки.
Перемагає той гравець, який пройде все поле, а це 9 чи 18 лунок, з найменшою кількістю ударів (пар).
Футгольф, як спорт, грається на полі для гольфу.
Також можна грати на трав'яних спеціально побудованих полях.
Перший удар починається з «tee» майданчика і, щоб забити м'яч у лунку необхідно пройти або оминути існуючі перешкоди — пагорби, дерева, воду. Це означає, що потужний дальній удар — це добре, але він не є вирішальним. Продуманість удару та точність мають більше значення.
Грають футбольним м'ячем 5 розміру. Через те, що футбольний м'яч летить меншу дистанцію, а ніж м'ячик для гольфу, лунки коротші ніж ті, що використовуються для гольфу.
Наприклад в Каліфорнії 1 лунка близько 140 м, та проходиться за 5 та менше пар.
Пол Коллинсон Footgolf Association (Велика Британія) зазначив, що в порівнянні з гольфом, футгольф займає менше часу та є більш доступним для гравців, і не вимагає дорогої екіпіровки чи обладнання.

## Історія
Пол Коллинсон говорить що «країну походження футгольфу неможливо назвати точно, бо одночасно появу цієї гри можна віднести до декількох країн, в яких вже грали до 2006 року».
Перший турнір з футгольфу зіграний на 9-ти лунковому гольфовому полі, як спорт який ми знаємо сьогодні, був організований в Нідерландах в 2008 році Майклом Янсеном і Басо Корстеном.
Янсен, в свою чергу, перейняв цей вид спорту від голландського футболіста Віллема Корстена.
Пізніше Бельгія та Угорщина стали грати на полі для гольфу в футгольф, а вже в 2010 році приєдналась Аргентина.
Американська Футгольф ліга була заснована в 2011 році і вже потім гра набула міжнародного розголосу, країни світу почали співпрацювати та розвивати гру.
У жовтні 2014 року в США було понад 240 полів для футгольфу. Фінальною сходинкою розвитку можна назвати визнання футгольфу спортивною Англією.
Поява футгольфу в США збіглась з падінням популярності гольфу серед молодих людей, та з закриттям 643 гольф клубів протягом 2006—2014 років.
Цей спорт фінансовими надходженнями рятує багато полів для гольфу.
Одне поле для гольфу в Сполучених Штатах має футгольф лунки, які розміщені перпендикулярно до регулярних лунок для гольфу, таким чином, щоб в обидві гри можна було грати одночасно.
В червні 2012 року 3 країни об'єднались в Федерацію з футгольфу, та в тому ж місяці в Угорщині провели перший Кубок Світу.
Навесні 2015 року Національна Гольф Асоціація власників (NGCOA) визнала американську Футгольф Лігу (AFGL), як керівний орган для футгольфового спорту в США
Подібна до футгольфу, гра кодиболл, недовго, але була популярна в Сполучених Штатах наприкінці 1920-х років і 1930-х років.

## Одяг
AFGL — Американська футгольф ліга вимагає «носити класичну форму гравців гольфу з футбольними кросівками»